# Championnats du monde de patinage artistique 1980
Navigation
Mondiaux 1979 Mondiaux 1981
Les championnats du monde de patinage artistique 1980 ont lieu du 11 au 16 mars 1980 à la Westfalenhalle de Dortmund en Allemagne de l'Ouest.

## Qualifications
Les patineurs sont éligibles à l'épreuve s'ils représentent une nation membre de l'Union internationale de patinage (International Skating Union en anglais). Les fédérations nationales sélectionnent leurs patineurs en fonction de leurs propres critères.
Sur la base des résultats des championnats du monde 1979, l'Union internationale de patinage autorise chaque pays à avoir de une à trois inscriptions par discipline. 

## Podiums
| Épreuves                            | Or                                 | Argent                                    | Bronze                               |
| ----------------------------------- | ---------------------------------- | ----------------------------------------- | ------------------------------------ |
| Messieurs résultats détaillés       | Jan Hoffmann                       | Robin Cousins                             | Charles Tickner                      |
| Dames résultats détaillés           | Anett Pötzsch                      | Dagmar Lurz                               | Linda Fratianne                      |
| Couples résultats détaillés         | Marina Cherkasova / Sergey Shakray | Manuela Mager / Uwe Bewersdorf            | Marina Pestova / Stanislav Leonovich |
| Danse sur glace résultats détaillés | Krisztina Regőczy / András Sallay  | Natalia Linitchouk / Guennadi Karponossov | Irina Moïsseïeva / Andrei Minenkov   |

## Tableau des médailles
| Rang  | Nation               | Or | Argent | Bronze | Total |
| ----- | -------------------- | -- | ------ | ------ | ----- |
| 1     | Allemagne de l'Est   | 2  | 1      | 0      | 3     |
| 2     | Union soviétique     | 1  | 1      | 2      | 4     |
| 3     | Hongrie              | 1  | 0      | 0      | 1     |
| 4     | Allemagne de l'Ouest | 0  | 1      | 0      | 1     |
| 4     | Royaume-Uni          | 0  | 1      | 0      | 1     |
| 6     | États-Unis           | 0  | 0      | 2      | 2     |
| Total | Total                | 4  | 4      | 4      | 12    |

## Détails des compétitions

### Messieurs
| Rang | Nom                      | Nation               | Places | Points | Fig. impo. | Prog. court | Prog. libre |
| ---- | ------------------------ | -------------------- | ------ | ------ | ---------- | ----------- | ----------- |
| 1    | Jan Hoffmann             | Allemagne de l'Est   | 11     | 189.94 | 1          | 2           | 2           |
| 2    | Robin Cousins            | Royaume-Uni          | 17     | 188.82 | 5          | 1           | 1           |
| 3    | Charles Tickner          | États-Unis           | 30     | 185.12 | 3          | 7           | 3           |
| 4    | David Santee             | États-Unis           | 32     | 185.16 | 2          | 3           | 6           |
| 5    | Scott Hamilton           | États-Unis           | 49     | 179.94 | 8          | 5           | 4           |
| 6    | Mitsuru Matsumura        | Japon                | 58     | 177.14 | 9          | 6           | 5           |
| 7    | Igor Bobrin              | Union soviétique     | 59     | 176.66 | 6          | 4           | 8           |
| 8    | Fumio Igarashi           | Japon                | 82     | 171.86 | 13         | 10          | 7           |
| 9    | Brian Pockar             | Canada               | 83     | 171.56 | 10         | 9           | 10          |
| 10   | Hermann Schulz           | Allemagne de l'Est   | 88     | 171.08 | 7          | 8           | 11          |
| 11   | Rudi Cerne               | Allemagne de l'Ouest | 91     | 170.60 | 12         | 11          | 9           |
| 12   | Mario Liebers            | Allemagne de l'Est   | 108    | 166.86 | 11         | 12          | 12          |
| 13   | Jean-Christophe Simond   | France               | 115    | 164.56 | 4          | 14          | 16          |
| 14   | Alexandre Fadeïev        | Union soviétique     | 129    | 158.84 | 16         | 15          | 14          |
| 15   | Grzegorz Filipowski      | Pologne              | 129    | 160.12 | 18         | 13          | 13          |
| 16   | Jozef Sabovčík           | Tchécoslovaquie      | 142    | 155.82 | 14         | 16          | 15          |
| 17   | William Schober          | Australie            | 161    | 144.60 | 19         | 19          | 17          |
| 18   | Helmut Kristofics-Binder | Autriche             | 166    | 142.90 | 17         | 20          | 19          |
| 19   | Thomas Öberg             | Suède                | 167    | 142.44 | 15         | 18          | 20          |
| 20   | Eric Krol                | Belgique             | 172    | 140.32 | 21         | 17          | 18          |
| 21   | Miljan Begović           | Yougoslavie          | 189    | 127.68 | 20         | 21          | 21          |
| 22   | Wang Zhili               | Chine                | 198    | 111.56 | 22         | 22          | 22          |

### Dames
| Rang    | Nom                       | Nation               | Places | Points | Fig. impo. | Prog. court | Prog. libre |
| ------- | ------------------------- | -------------------- | ------ | ------ | ---------- | ----------- | ----------- |
| 1       | Anett Pötzsch             | Allemagne de l'Est   | 12     | 188.38 | 1          | 6           | 2           |
| 2       | Dagmar Lurz               | Allemagne de l'Ouest | 23     | 186.22 | 2          | 4           | 5           |
| 3       | Linda Fratianne           | États-Unis           | 22     | 187.04 | 4          | 3           | 1           |
| 4       | Emi Watanabe              | Japon                | 33     | 184.82 | 5          | 2           | 3           |
| 5       | Claudia Kristofics-Binder | Autriche             | 47     | 180.48 | 3          | 7           | 9           |
| 6       | Denise Biellmann          | Suisse               | 57     | 178.56 | 10         | 1           | 6           |
| 7       | Lisa-Marie Allen          | États-Unis           | 58     | 178.22 | 8          | 5           | 8           |
| 8       | Kristiina Wegelius        | Finlande             | 79     | 172.68 | 6          | 11          | 12          |
| 9       | Deborah Cottrill          | Royaume-Uni          | 85     | 172.14 | 9          | 8           | 14          |
| 10      | Katarina Witt             | Allemagne de l'Est   | 95     | 170.86 | 20         | 9           | 7           |
| 11      | Elaine Zayak              | États-Unis           | 94     | 170.70 | 22         | 10          | 4           |
| 12      | Sanda Dubravčić           | Yougoslavie          | 107    | 169.30 | 12         | 12          | 11          |
| 13      | Carola Weißenberg         | Allemagne de l'Est   | 111    | 168.68 | 13         | 14          | 13          |
| 14      | Tracey Wainman            | Canada               | 128    | 164.00 | 21         | 17          | 10          |
| 15      | Sonja Stanek              | Autriche             | 142    | 158.90 | 16         | 22          | 16          |
| 16      | Renata Baierová           | Tchécoslovaquie      | 143    | 158.20 | 23         | 19          | 15          |
| 17      | Susan Broman              | Finlande             | 158    | 156.68 | 17         | 16          | 18          |
| 18      | Anne-Sophie de Kristoffy  | France               | 160    | 155.72 | 14         | 21          | 19          |
| 19      | Christina Riegel          | Allemagne de l'Ouest | 164    | 154.90 | 18         | 26          | 17          |
| 20      | Yoko Yakushi              | Japon                | 179    | 151.48 | 25         | 18          | 21          |
| 21      | Reiko Kobayashi           | Japon                | 188    | 150.74 | 19         | 25          | 22          |
| 22      | Anita Siegfried           | Suisse               | 194    | 147.98 | 26         | 23          | 20          |
| 23      | Bodil Olsson              | Suède                | 208    | 144.64 | 28         | 24          | 23          |
| 24      | Belinda Coulthard         | Australie            | 216    | 140.82 | 27         | 27          | 24          |
| 25      | Rudina Pasveer            | Pays-Bas             | 222    | 136.12 | 24         | 28          | 26          |
| 26      | Barbara Toffolo           | Italie               | 237    | 129.60 | 30         | 29          | 27          |
| 27      | Hanne Gamborg             | Danemark             | 240    | 128.52 | 29         | 31          | 25          |
| 28      | Shin Hea-sook             | Yougoslavie          | 255    | 119.50 | 31         | 32          | 28          |
| 29      | Liu Zhiying               | Chine                | 258    | 117.56 | 32         | 30          | 29          |
| Abandon | Danielle Rieder           | Suisse               |        |        | 7          | 13          |             |
| Abandon | Elena Vodorezova          | Union soviétique     |        |        | 11         | 15          |             |
| Abandon | Karin Riediger            | Allemagne de l'Ouest |        |        | 15         | 20          |             |
| Forfait | Susanna Driano            | Italie               |        |        |            |             |             |

### Couples
| Rang | Nom                                  | Nation               | Places | Points | Prog. court | Prog. libre |
| ---- | ------------------------------------ | -------------------- | ------ | ------ | ----------- | ----------- |
| 1    | Marina Cherkasova / Sergey Shakray   | Union soviétique     | 10     | 144.64 | 1           | 1           |
| 2    | Manuela Mager / Uwe Bewersdorf       | Allemagne de l'Est   | 20     | 142.92 | 2           | 2           |
| 3    | Marina Pestova / Stanislav Leonovich | Union soviétique     | 25     | 141.08 | 3           | 3           |
| 4    | Sabine Baeß / Tassilo Thierbach      | Allemagne de l'Est   | 38     | 138.98 | 4           | 4           |
| 5    | Christina Riegel / Andreas Nischwitz | Allemagne de l'Ouest | 46     | 135.92 | 6           | 5           |
| 6    | Veronika Pershina / Marat Akbarov    | Union soviétique     | 55     | 134.32 | 5           | 7           |
| 7    | Kitty Carruthers / Peter Carruthers  | États-Unis           | 58     | 134.10 | 8           | 6           |
| 8    | Ingrid Spieglová / Alan Spiegl       | Tchécoslovaquie      | 76     | 130.56 | 7           | 8           |
| 9    | Cornelia Haufe / Kersten Bellmann    | Allemagne de l'Est   | 84     | 128.14 | 9           | 10          |
| 10   | Sheryl Franks / Michael Botticelli   | États-Unis           | 90     | 127.68 | 10          | 11          |
| 11   | Barbara Underhill / Paul Martini     | Canada               | 91     | 127.86 | 11          | 9           |
| 12   | Yukiko Okabe / Takashi Mura          | Japon                | 113    | 119.74 | 12          | 13          |
| 13   | Susan Garland / Robert Daw           | Royaume-Uni          | 115    | 119.06 | 13          | 12          |
| 14   | Elizabeth Cain / Peter Cain          | Australie            | 123    | 116.38 | 14          | 14          |
| 15   | Luan Bo / Yao Bin                    | Chine                | 135    | 88.06  | 15          | 15          |

### Danse sur glace
| Rang | Nom                                       | Nation               | Places | Points | Danses imposées | Danse libre |
| ---- | ----------------------------------------- | -------------------- | ------ | ------ | --------------- | ----------- |
| 1    | Krisztina Regőczy / András Sallay         | Hongrie              | 13     | 205.58 | 2               | 1           |
| 2    | Natalia Linitchouk / Guennadi Karponossov | Union soviétique     | 18     | 204.50 | 1               | 3           |
| 3    | Irina Moïsseïeva / Andrei Minenkov        | Union soviétique     | 24     | 202.42 | 3               | 2           |
| 4    | Jayne Torvill / Christopher Dean          | Royaume-Uni          | 35     | 199.12 | 4               | 4           |
| 5    | Lorna Wighton / John Dowding              | Canada               | 48     | 195.18 | 5               | 6           |
| 6    | Judy Blumberg / Michael Seibert           | États-Unis           | 52     | 194.12 | 6               | 5           |
| 7    | Natalia Karamysheva / Rostislav Sinitsyn  | Union soviétique     | 63     | 189.66 | 7               | 7           |
| 8    | Stacey Smith / John Summers               | États-Unis           | 72     | 187.12 | 8               | 8           |
| 9    | Henriette Fröschl / Christian Steiner     | Allemagne de l'Ouest | 80     | 184.02 | 9               | 9           |
| 10   | Karen Barber / Nicky Slater               | Royaume-Uni          | 92     | 178.94 | 10              | 10          |
| 11   | Jana Berankova / Jan Bartak               | Tchécoslovaquie      | 97     | 176.16 | 11              | 11          |
| 12   | Nathalie Hervé / Pierre Béchu             | France               | 108    | 171.24 | 12              | 12          |
| 13   | Marie McNeil / Robert McCall              | Canada               | 116    | 168.58 | 13              | 13          |
| 14   | Jindra Holá / Karol Foltán                | Tchécoslovaquie      | 132    | 162.60 | 14              | 15          |
| 15   | Noriko Sato / Tadeyuki Takahashi          | Japon                | 133    | 162.02 | 15              | 14          |
| 16   | Gabriella Remport / Sándor Nagy           | Hongrie              | 142    | 159.52 | 16              | 16          |
| 17   | Paola Casalotti / Sergio Ceserani         | Italie               | 150    | 158.50 | 17              | 17          |